# Homeostenose
Homeostenose é a diminuição da capacidade de um organismo ao desempenho das funções biológicas essenciais. Pressupõe que esse organismo, funcionalmente idoso, ainda tenta manter o seu equilíbrio homeostático.  A homesostenose é uma característica inerente ao processo de envelhecimento e manifesta-se pela diminuição progressiva da função de todos os órgãos..